# Futbol Club Lusitans la Posa
Il Futbol Club Lusitans è stata una società calcistica andorrana con sede nella città di Andorra la Vella.

## Storia
Fondato nel 1999, il club ha disputato il suo primo campionato nella massima serie nella stagione 2000-2001, dopo aver vinto il campionato di Seconda Divisione.
Nel 2001-2002 hanno vinto la Copa Constitució sconfiggendo in finale per 2-0 l'Inter Club d'Escaldes con due reti di Manuel Vieira. Nella stagione 2011-2012 per la prima volta nella sua storia, si è laureato campione d'Andorra battendo nell'ultimo match dei play-off il Sant Julià (con contemporaneo pareggio tra FC Santa Coloma e UE Santa Coloma), le reti storiche sono state di Sebastian Bertran e Miguel Do Reis. La squadra ha successivamente disputato il primo turno preliminare di Champions League, venendo sconfitta nella partita d'andata per 8-0 e nel ritorno 1-0 dai maltesi del Valletta.

## Rose delle stagioni precedenti
- 2010-2011

## Palmarès

### Competizioni nazionali
- Copa Constitució: 1

2001-2002
- Primera Divisió: 2

2011-2012, 2012-2013
- Supercoppa d'Andorra: 2

2012, 2013
- Segona Divisió: 1

1999-2000

### Altri piazzamenti
- Primera Divisió:

Secondo posto: 2014-2015, 2015-2016
Terzo posto: 2010-2011
- Copa Constitució:

Finalista: 2007-2008, 2008-2009, 2011-2012, 2013-2014
Semifinalista: 2006-2007, 2009-2010, 2010-2011, 2012-2013, 2016-2017, 2017-2018

## Competizioni internazionali
| Stagione  | Competizione       | Turno                | Nazione                       | Club       | Andata | Ritorno | Totale |
| --------- | ------------------ | -------------------- | ----------------------------- | ---------- | ------ | ------- | ------ |
| 2010-2011 | UEFA Europa League | 1º turno preliminare | Macedonia del Nord (bandiera) | Rabotnički | 0-6    | 0-5     | 0-11   |
| 2011-2012 | UEFA Europa League | 1º turno preliminare | Croazia (bandiera)            | Varaždin   | 1-5    | 0-1     | 1-6    |